# Alcis albilinea
Alcis albilinea är en fjärilsart som beskrevs av W. Warren 1896. Alcis albilinea ingår i släktet Alcis och familjen mätare. Inga underarter finns listade i Catalogue of Life.